# Slavernij in de Verenigde Staten

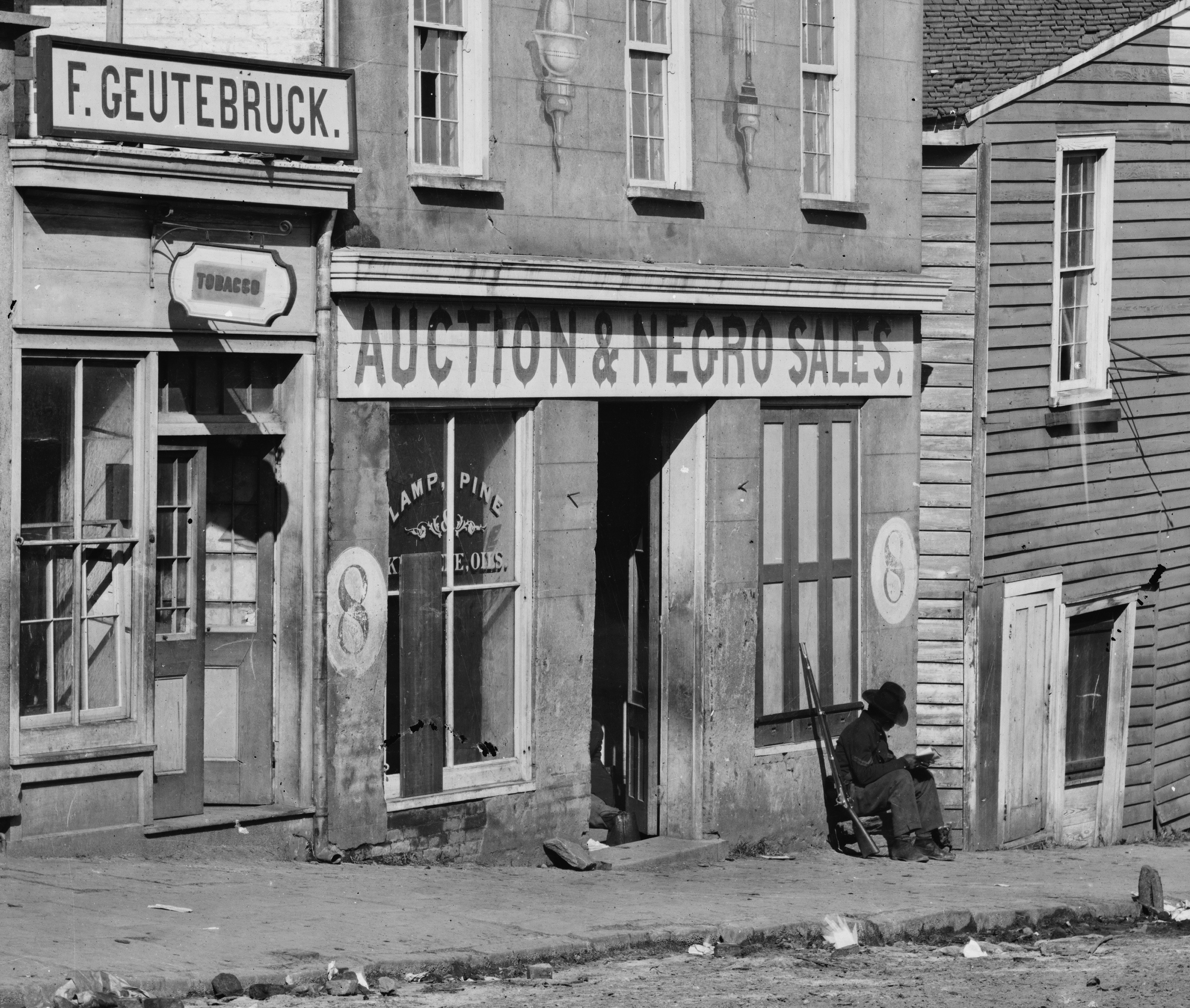
Slavenwinkel en veilinghuis in 1864 in Atlanta, Georgia, VS, vlak voor de afschaffing van de slavernij daar

Slavernij in de Verenigde Staten was de wettelijke instelling van menselijke slavernij, voornamelijk van autochtone Afrikanen en Afro-Amerikanen, die in de Verenigde Staten bestond vanaf het begin van de natie tot de passage van het dertiende amendement in 1865, na de Amerikaanse Burgeroorlog.
Slavernij werd vanaf het begin van de koloniale tijd in Brits-Amerika toegepast en was legaal in alle dertien koloniën op het moment dat die koloniën de Verenigde Staten vormden. Aanvankelijk hadden de onvrije zwarten het statuut van contractarbeider, waarbij de rechtbanken hen al snel minder rechten toekenden dan blanke contractarbeiders. Nog tijdens de 17e eeuw werd de slavernij gecodificeerd in wetten en werd ze erfelijk.
Volgens de wet werd een zwarte die slaaf was, als eigendom behandeld (chattel slavery) en kon deze worden gekocht, verkocht of weggegeven.
Na de Amerikaanse Revolutie begonnen de staten in het noorden de slavernij af te schaffen, terwijl de staten in het zuiden deze behielden. In 1860 waren er ongeveer 4 miljoen slaven in de zuidelijke staten. Voormalige slaven als Frederick Douglass, Solomon Northup en Harriet Jacobs beschreven het leven van de tot slaaf gemaakte mensen. Het geschil over de slavernij werd de belangrijkste oorzaak van de Amerikaanse Burgeroorlog.
In de eeuw na de Burgeroorlog beperkten rassensegregatie en Jim Crow-wetten de burgerrechten van de Afro-Amerikanen in de zuidelijke staten.

## Geschiedenis

### Van onafhankelijkheid tot verbod op slavenhandel (1775–1814)

Een animatie die laat zien wanneer de Amerikaanse territoria en staten de slavernij verbieden of toestaan, 1789–1865

Nadat de dertien koloniën aan de Noord-Amerikaanse oostkust zich tijdens de Amerikaanse Onafhankelijkheidsoorlog (1775-1783) bevrijdden van de Britse overheersing, werd de slavernij in de Verenigde Staten gehandhaafd. Verschillende presidenten zoals Washington, Jefferson, Madison, Monroe, Jackson, Tyler, Polk en Taylor hielden er tijdens hun presidentschap op hun soms uitgebreide landgoederen zelf slaven op na. De discrepantie tussen deze vrijheid van de blanke ex-kolonisten en de ontzegging aan de gekleurde medemensen van hetzelfde recht werd echter steeds sterker gevoeld en de Amerikaanse abolitionistische beweging kwam spoedig op gang (het woord abolitionism zelf stamt uit 1787). Tegen 1804 hadden de verschillende noordelijke staten de slavernij afgeschaft. Op 1 januari 1808 kwam er een landelijk verbod op slavenhandel vanuit Afrika. Samen met het Verenigd Koninkrijk stelden de VS in 1814 een controle in op smokkelhandel in slaven.

### Noord-Zuid-tegenstellingen tijdens westwaartse expansie (1814–1850)
De zuidelijke Amerikaanse staten waren echter in meerderheid tegen afschaffing van de voor hun economie zeer belangrijke slavernij. Immers, in slavenstaten konden slavenhouders katoenplantages vestigen en daarmee hele bedrijfskolommen doen ontstaan die waren gebaseerd op de slavenarbeid. Het voortbestaan van die slavenarbeid werd zo een gevestigd belang van alle bedrijven in die katoen-kolom: de textielindustrie. Op hun beurt vormden alle betrokkenen in de katoensector met stemrecht (met name witte plantagehouders en textielindustriëlen) een significant stemblok tijdens verkiezingen van Afgevaardigden en Senators op zowel staats- als federaal niveau om aldaar mede hun belangen te behartigen. 
Ondertussen domineerden er in het Noorden andere industrieën waarin slavenarbeid om allerlei redenen geen grote rol speelde, onder meer omdat het Noordelijke klimaat minder geschikt was voor katoenplantages. Ook nam immigratie naar het Noorden vanuit Europa flink toe vanaf het begin tot het midden van de 19e eeuw, onder meer vanwege snelle bevolkingsgroei, werkloosheid en tijdens de Internationale Aardappelcrisis vooral veel Ieren vanwege de Ierse hongersnood (1845-1850). Daardoor waren er genoeg mensen op de Noordelijke arbeidsmarkt voor laaggeschoolde en intensieve arbeid, die slavernij overbodig maakte. Tegelijkertijd keerden culturele ontwikkelingen in de noordelijke samenlevingen zich steeds meer tegen slavernij als geheel om ethische redenen, wat dan weer leidde tot de verkiezing van meer abolitionistisch gezinde Afgevaardigden en Senators in de federale politiek.
Het machtsevenwicht op met name federaal niveau tussen politici, verkozen door stemgerechtigden uit de verschillende staten, kon dus verschuiven (dan wel 'verstoord' worden), afhankelijk van de vraag of slavernij in een bepaalde staat wel of niet toegestaan was. Terwijl nieuwe territoria in het westen zich wilden aansluiten bij de VS, vooral in het gebied dat Frankrijk in 1803 aan de Amerikanen had verkocht, rees daarom de terugkerende vraag of daar al dan niet slavernij mocht worden ingevoerd. De kwestie werd op de spits gedreven door de toetreding van Missouri, waarop in 1820 het Missouri-compromis werd gesloten: alle toekomstige westelijke staten ten noorden van de 36e breedtegraad zouden vrij van slavernij blijven (op Missouri na), ten zuiden ervan mocht slavernij worden ingevoerd. De spanningen bleven echter toenemen en na de Mexicaans-Amerikaanse Oorlog (1846-1848) moest het Compromis van 1850 worden gesloten over de op Mexico veroverde gebieden. Dat bepaalde dat Californië, dat aan weerszijden van de 36e breedtegraad lag, een ongedeelde "vrije" staat zou worden, terwijl de bevolking van Utah en New Mexico zelf mocht beslissen over invoering van slavernij (beide stemden vóór). Verder bepaalde de Fugitive Slave Act (1850) dat naar het vrije noorden ontsnapte slaven niet mochten worden geholpen en naar het zuiden moesten worden teruggestuurd.

### Escalatie en Bleeding Kansas (1854–1861)
In 1854 keurde het Amerikaans Congres de Kansas-Nebraska Act goed, die het Missouri-compromis nietig verklaarde, de territoria Kansas en Nebraska organiseerde en de inwoners zelf de keuze liet. Spoedig werd het Kansas-territorium gekoloniseerd door zowel voorstanders van slavernij (Border Ruffians) als abolitionisten (Free-Staters). Tussen deze twee groepen vonden in de periode 1854–1861 talloze schermutselingen plaats, bekend geworden als Bleeding Kansas. De Republikeinse Partij, die in 1854 ontstond als de politieke tak van de abolitionisten, stelde dat de federale regering moest ijveren voor de landelijke afschaffing van slavernij, terwijl de Democratische Partij, gedomineerd door pro-slavernij-zuiderlingen, vond dat iedere staat zelf mocht bepalen.

### Burgeroorlog, Emancipatieproclamatie en afschaffing (1861–1865)

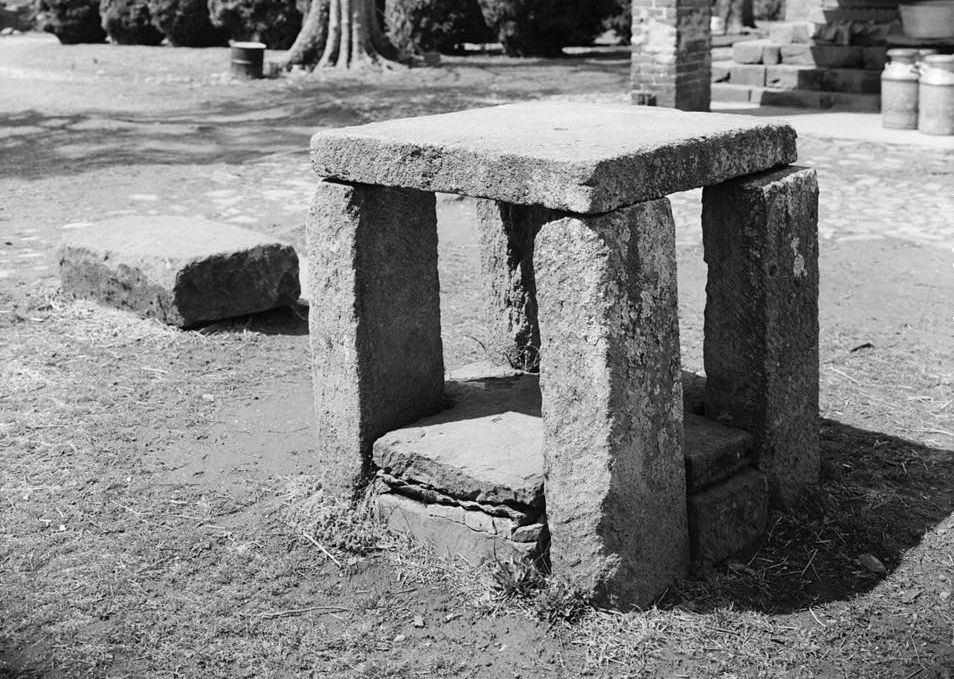
Slavenveilingblok, Green Hill Plantation, Campbell County, Virginia, Historisch Amerikaans gebouwenonderzoek

Onderliggende structureel conflicterende economische en cultureel-ethische belangen tussen Noord en Zuid leidden uiteindelijk tot het uitbreken van de Amerikaanse Burgeroorlog (1861–1865). Dit kwam door een combinatie van factoren, waaronder de toenemende controverse over de toekomst van slavernij in het algemeen, het toelaten of verbieden van slavernij in nieuw toetredende staten in het bijzonder, een reeks incidenten zoals de verkiezing van de Republikein Abraham Lincoln met vrijwel alleen noordelijke steun in 1860, de toetreding van Kansas als vrije staat begin 1861 en tot slot de afscheiding van de Zuidelijke Geconfedereerde Staten van Amerika. De Noordelijke Staten, waartoe ook nog enkele slavenstaten behoorden, kwamen aanvankelijk overeen dat de eenheid van het land herstellen het hoofddoel van de oorlog moest zijn, los van hoe de slavernijkwestie moest worden opgelost. 
Op 1 januari 1863 voerde het Noorden de Emancipatieproclamatie in, die verklaarde dat alle slaven in de afgescheiden Geconfedereerde Staten voor altijd vrij waren. Destijds waren dat 3.063.392 mensen. Lincoln, die zelf geen (fervente) abolitionist was, tekende deze wet meer om strategische dan ideologische redenen om zo de oorlog te kunnen winnen met steun van Europa en de radicale abolitionisten in het Noorden. De slavernij in de grensstaten die bij het Noorden waren gebleven liet hij dan ook voorlopig intact om hen niet te vervreemden en naar het Zuiden te doen overlopen. De Proclamatie had ook grote praktische voordelen: het maakte het mogelijk voor ontsnapte of bevrijde slaafgemaakten om toe te treden tot het Noordelijke leger en mee te vechten met de bevrijding van de andere slaafgemaakten in het Zuiden. Dit leverde niet alleen een aanzienlijke aanwerving van nieuwe troepen op in een tijd dat het Noorden met militaire personeelstekorten kampte, maar ook de toetreding van zwarte soldaten die nu extra gemotiveerd waren om mee te strijden.
De Burgerloorlog draaide voor het Noorden nu officieel steeds meer om zowel het herstellen van de Unie als het emanciperen van de zwarte bevolking. In alle gebieden die het Noorden op het Zuiden heroverde, werden slaafgemaakten bevrijd en de keuze geboden om een bestaan op te bouwen als vrije burgers of mee te vechten tegen de Confederatie. Naarmate het nieuws over de Proclamatie verder verspreidde in het Zuiden, braken er verschillende slavenopstanden uit op plantages, waar vele slaafgemaakten ontsnapten naar de Noordelijke linies en zich soms ook aansloten bij het leger van de Unie. In totaal hebben er meer dan 186.000 zwarte soldaten meegevochten. Doorgaans deden zij dat in aparte regimenten onder blanke officieren en tot halverwege 1864 tegen lagere soldij, maar daarna ook met gelijke betaling als de blanke soldaten. Na enige tijd van wantrouwen en resterende vormen van disciminatie werden de zwarte mensen in het Noorden langzaam maar zeker aanvaard als medestrijder en mens. Na de overwinning van het Noorden op het Zuiden werd dan toch de slavernij in het hele land afgeschaft met het Dertiende amendement van de grondwet van de Verenigde Staten (18 december 1865). Hoewel de laatste resterende slavenhouders in de grensstaten die trouw waren gebleven aan het Noorden zich verraden voelden, was de publieke opinie nu zo overweldigend voorstander geworden van volledige afschaffing van slavernij, dat ook de slaafgemaakten in de grensstaten de vrijheid kregen (ten tijde van de Emancipatieproclamatie waren dat 441.702 mensen).

## Maatschappelijke discussies
Er waren veel maatschappelijke discussies over de slavernij in de Verenigde Staten: of het gerechtvaardigd was of niet en waarom dan (niet), welke doelen het wel en niet zou moeten of mogen dienen en welke vormen het zou mogen aannemen of niet. Sinds de afschaffing zijn er nog steeds discussies over hoe de slavernij kon bestaan en hoe het werkte. Religie speelde en speelt soms een rol in discussies over slavernij. Hoewel politici eerder gebruik maakten van seculiere argumenten, bijvoorbeeld op basis van het natuurrecht of de mensenrechten, die sinds de 18e-eeuwse Verlichting steeds verder werden ontwikkeld, zagen met name geestelijken en predikanten voor- of tegenargumenten in heilige geschriften en andere religieuze tradities. Zowel tegenstanders van slavernij (abolitionisten) als voorstanders beriepen zich soms bijvoorbeeld op de Bijbel. 
Een voorbeeld was Thornton Stringfellow (1788–1869), een witte baptistische dominee uit Culpeper County in Virginia, die zelf ook een rijke slavenhouder was en een leider binnen de Southern Baptist Convention. In 1841 schreef hij een pamflet waarin hij beweerde: 'Bij mannen uit het Noorden heb ik vele jaren een duidelijke onwetendheid waargenomen van de goddelijke wil met betrekking tot de instelling van slavernij. Ik heb maar een paar mannen gezien die de Bijbel tot hun studie hadden gemaakt en die kennis hadden vergaard over wat zij over dit onderwerp openbaarde. De laatste tijd is hun veroordeling van
slavernij als zonde luid en lang.' Wat Stringfellow betreft vergisten Noorderlingen zich in hun oppositie tegen slavernij; hij haalde een reeks Bijbelcitaten aan waarmee hij probeerde te bewijzen dat de christelijke God zelf slavernij had ingevoerd, dat Jezus Christus de praktijk had gereguleerd en dat slavernij vol genade is.
Een tegenvoorbeeld was Jonathan Blanchard (1811–1892), een witte presbyteriaanse dominee en onderwijzer in Illinois, die een vooraanstaand abolitionist werd. Hij ging in 1845 in debat met de eveneens witte presbyteriaanse dominee N.L. Rice, een voorstander van slavernij die beweerde dat een slavenhouder goed handelt zolang hij zijn slaaf maar behandelt volgens de gulden regel. Blanchard bekritiseerde deze opvatting: 'Maar deze regel van de slavenhouder is in tegenspraak met deze fundamentele waarheid van Gods woord, dat "[God] uit één bloed heel het menselijke geslacht maakte om op heel de aardbodem te wonen" [Handelingen 17:26, HST] en als ze uit één bloed zijn, dan zijn ze uit gelijkwaardig bloed.' Het argument van Rice berustte namelijk op de aanname dat de slaafgemaakte en slavenhouder uit ander 'bloed' waren voortgekomen, dus niet gelijkwaardig waren geboren en dus ook niet gelijkwaardig behandeld hoefden te worden, terwijl volgens Blanchard de Bijbel zegt dat alle mensen uit hetzelfde bloed waren geschapen en dus gelijkwaardig waren.